# Copenhagen Masters 2002
Das Copenhagen Masters 2002 im Badminton war die 10. Auflage dieser Turnierserie. Es fand in Kopenhagen vom 27. bis 29. Dezember 2002 statt. Das Preisgeld betrug 37.000 US-Dollar.

## Finalergebnisse
| Disziplin    | Sieger                       | Finalist                             | Ergebnis   |
| ------------ | ---------------------------- | ------------------------------------ | ---------- |
| Herreneinzel | Peter Gade                   | Peter Rasmussen                      | 15:10 15:5 |
| Dameneinzel  | Zhang Ning                   | Camilla Martin                       | 11:4 11:5  |
| Herrendoppel | Sigit Budiarto Candra Wijaya | Martin Lundgaard Hansen Jens Eriksen | 15:9 15:8  |